# Цирта
Цирта (лат. Cirta, от финикийската дума „kirtha“ = „град“) е древен град в Северна Африка, столица на царството Нумидия. На неговото място сега се намира алжирският град Константин. Разположен е на плато с 650 м над м.р.
По време на Втората пуническа война през 203 пр.н.е. при стените му Сципион Африкански и Масиниса разбиват в битката при Цирта нумидийския цар Сифакс и Цирта става столица на Нумидия на новия цар Масиниса. През 48 пр.н.е. става столица на римската колония Нумидия.
През 310 г. градът е превзет и отчасти разрушен от войската на Максенций в боевете против нумидийския анти-император узурпатор Александър. През 313 г. император Константин I Велики възстановява града и му дава името Константина.
В Цирта са родени Марк Корнелий Фронтон, Тиберий Клавдий Кандид.